# Francisco de Miranda
Sebastián Francisco de Miranda y Rodríguez Espinoza, noto come Francisco de Miranda (Caracas, 28 marzo 1750 – Cadice, 14 luglio 1816) è stato un generale, politico e patriota venezuelano.

## Biografia

### Infanzia e giovinezza
Di famiglia modesta, il futuro generale e padre dell'indipendenza sudamericana, nacque a Caracas, figlio di Sebastiano de Miranda Ravelo. Il padre, originario di Tenerife, emigrò nel Nuovo Mondo a causa di un'eruzione del vulcano Teide, che il 31 dicembre del 1704 coinvolse l'isola natia.
Nel 1749 sposò Francisca Antonia Rodriguez de Espinoza, la cui famiglia era emigrata in Venezuela dalle Isole Canarie, così come quella di Miranda. Nel 1750 nacque il loro primo figlio: Sebastian Francisco. Le umili condizioni di figlio di emigrati lo escluse dal mondo dell'aristocrazia spagnola che allora comandava nel paese.
Divenuto commerciante di un certo successo, il padre riuscì a mandare il figlio all'Università di Caracas dove studiò latino, storia, teologia e filosofia.
Divenuta la sua una delle famiglie più influenti della borghesia venezuelana, Francisco approfittò del benessere familiare per iniziare una lunga serie di viaggi che lo portò praticamente a visitare tutti i continenti conosciuti.

### Militare in Spagna

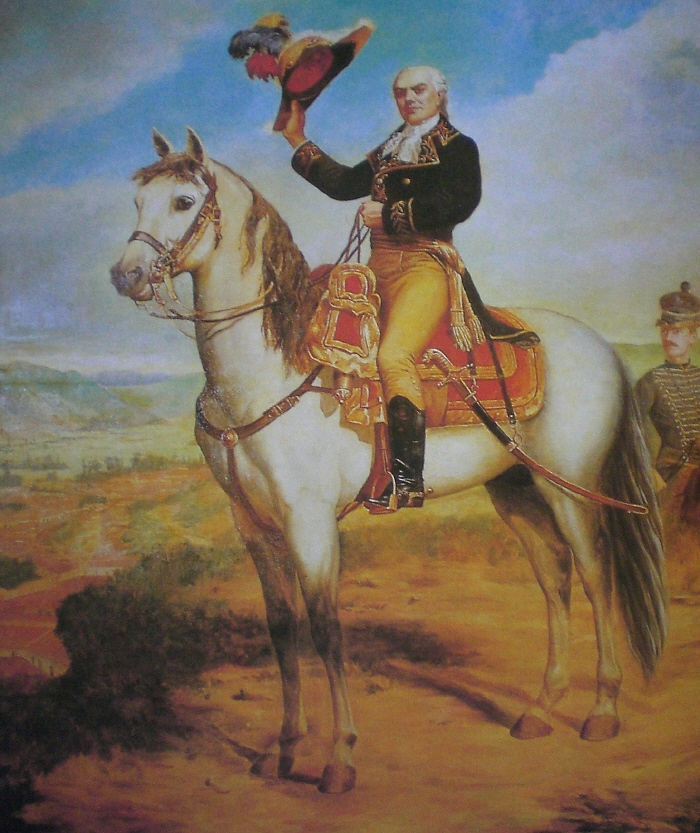
Emilio Mauri, Ritratto equestre di Miranda

Nel 1771 partì per la Spagna sbarcò a Cadice ma prontamente si portò nella Madrid di Carlo III. Nella capitale prese lezioni di francese e inglese,  che gli sarebbero servite, in seguito, nella sua attività di rivoluzionario. Nel 1773 divenne capitano del Regio Esercito Spagnolo e rimase in Spagna fino al 1780. Nel 1774 partecipò all'assedio di Melilla, colonia spagnola d'oltremare, minacciata d'invasione dal Sultano del Marocco Mohammed ben Abdallah. Mentre nel 1775 prese parte alla disastrosa campagna per la conquista di Algeri.
Nel 1779 iniziò la guerra contro gli inglesi per il recupero della Florida e la conquista della Louisiana, la flotta di Miranda fu spostata a L'Avana. Nel 1781 partecipò alla Battaglia di Pensacola. Viste le sue particolari capacità strategiche venne nominato tenente colonnello e spedito a Kingston, in Giamaica, per trattare una tregua con l'esercito inglese.
Nel frattempo patì l'accusa dell'Inquisizione per il possesso di libri vietati e quadri osceni. Miranda aveva accumulato una delle maggiori biblioteche private. Per questo motivo fu richiesta la sua presenza a Siviglia, dove si tenne il processo, poi sospeso perché nel frattempo l'esercito da lui guidato attaccò e conquistò le Bahamas, divenendo così uno dei più brillanti strateghi al servizio della corona spagnola.
Intanto spagnoli e francesi si erano organizzati per l'invasione della Giamaica, l'ultimo avamposto inglese nel Golfo del Messico, ma la reazione britannica e la debolezza della marina francese fecero fallire questa spedizione. Tornato a L'Avana, fu raggiunto dagli inviati dell'Inquisizione, che intendevano riportarlo in Spagna per processarlo. Con l'ausilio della guarnigione e del generale Juan Manuel Cajigal capo delle forze spagnole a Cuba, Miranda riuscì a scappare nell'America del Nord dove sbarcò nel 1783. Durante il suo soggiorno negli Stati Uniti ebbe modo di conoscere George Washington.
Raggiunto da un mandato di cattura per diserzione (per la fuga da Cuba), Miranda fu aiutato dal governo statunitense a imbarcarsi clandestinamente a Boston e tornare in Europa.

### Ritorno in Europa
Nel 1785 Francisco de Miranda fu a Londra, ma, inseguito dal mandato di cattura, continuò il suo viaggio-fuga attraverso tutta l'Europa per giungere, nel 1787 presso la corte di Caterina II, non tralasciando di visitare tutti i paesi, o quasi, d'Europa, compresa la Prussia, dove conobbe il re Federico il Grande.

### In Francia

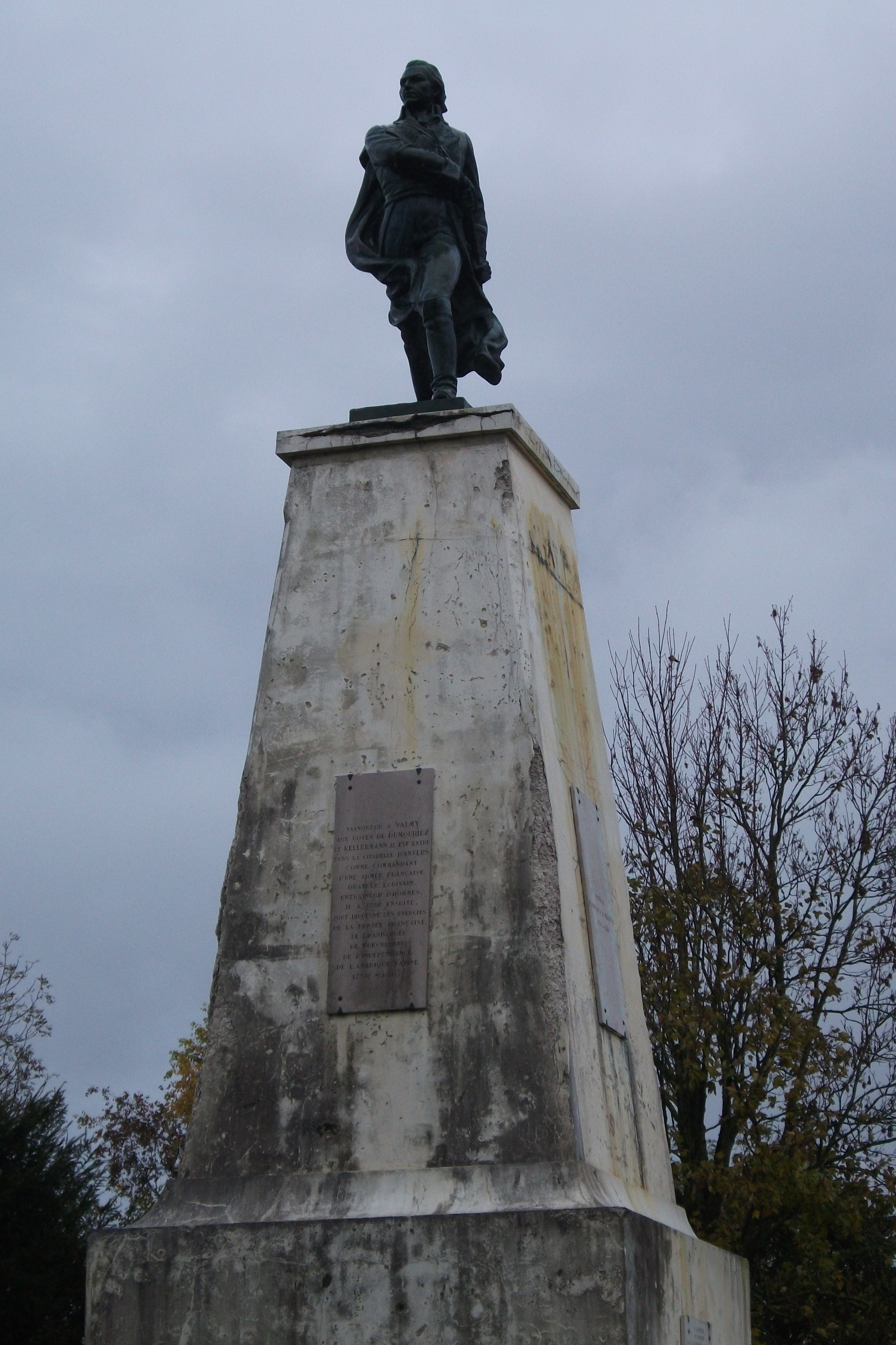
Statua di Francisco de Miranda a Valmy

Nel 1791 arrivò a Parigi, dove fu arruolato nell'esercito rivoluzionario, partecipando, con onore, alla battaglia di Valmy nella campagna di conquista dei Paesi Bassi del 1792 al comando dell'Armata del Nord. Dopo questa impresa fu nominato Maresciallo di Francia e qui iniziò la sua conversione all'ideale rivoluzionario che, in seguito, tenterà di esportare nella madre patria.
Di nuovo arrestato durante il Regime del Terrore, riuscì a sfuggire: il suo nome è inciso tra le personalità più importanti fra i quelli incisi sotto l'Arco di Trionfo di Parigi.

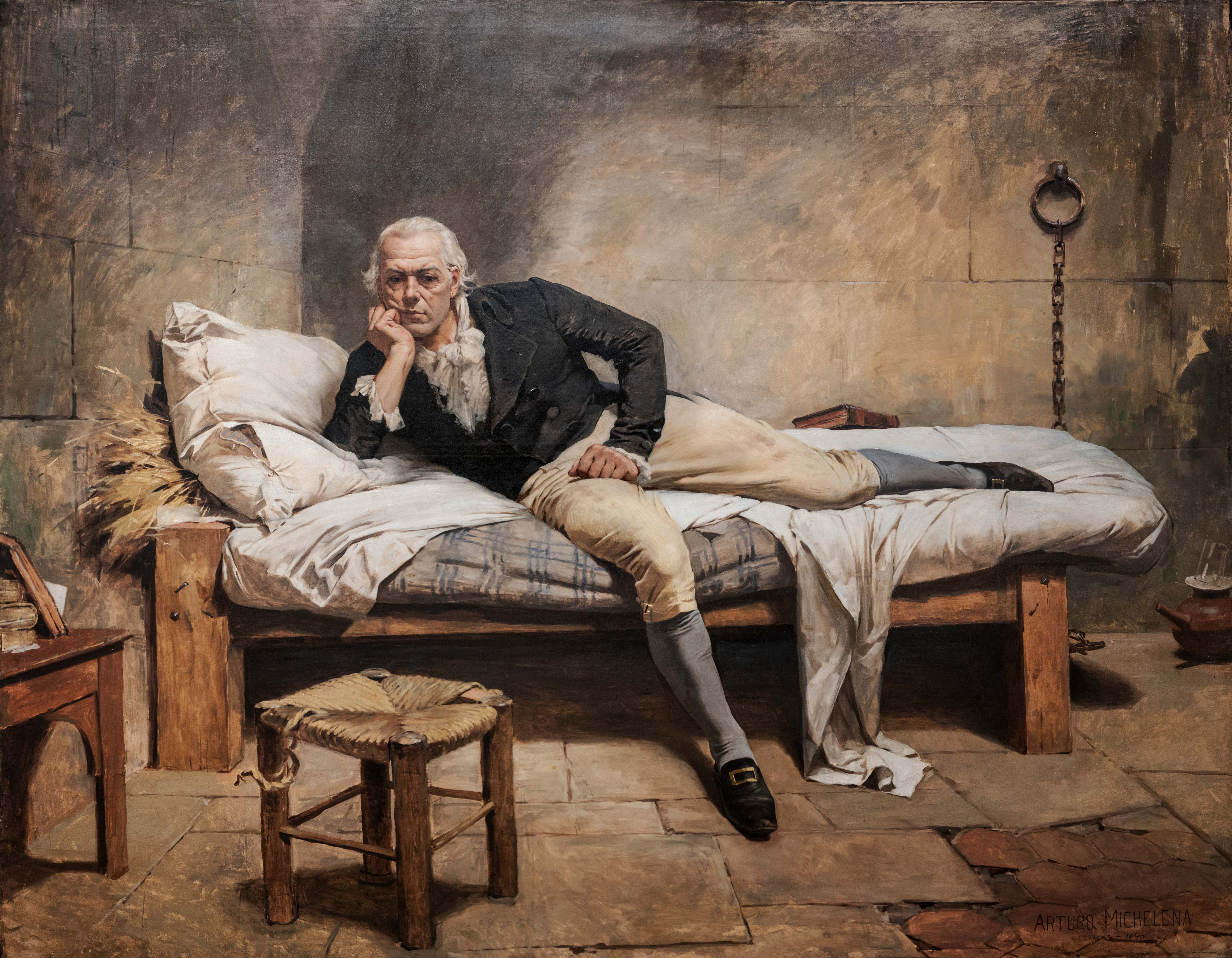
Francisco de Miranda a Cadice

### Guerra d'Indipendenza del Sudamerica
Miranda fu particolarmente colpito dalla nascita della Federazione degli stati nordamericani e sognò un'esperienza simile per tutto il Sudamerica ispano-portoghese. Aiutato da mercenari nordamericani e dagli inglesi sbarcò sulle coste venezuelane il 3 agosto del 1806 con un manipolo di indipendentisti. Conquistò la città di Coro e issò per la prima volta il cosiddetto "tricolore mirandino", la bandiera che diverrà la base per le future bandiere del Venezuela, Colombia ed Ecuador, nonché quella della Grande Colombia, il primo esperimento di confederazione degli stati sudamericani indipendenti.
Nel 1810 iniziarono le prime guerre d'indipendenza condotte da Simón Bolívar e più tardi, nel 1812, fu nominato generale e presidente della neonata Repubblica del Venezuela. Sottoscrisse la Dichiarazione d'indipendenza, ma a seguito della controrivoluzione, sferrata in quell'anno dagli spagnoli, Miranda, che sottoscrisse la tregua con gli spagnoli, fu considerato traditore dallo stesso Simón Bolívar, che lo consegnò nelle mani degli spagnoli nel porto di La Guaira. La sua seconda prigione fu Puerto Cabello, ma in seguito fu trasferito a Porto Rico e infine trasferito a Cadice in Spagna.
Nonostante avesse pianificato una nuova fuga, con l'aiuto inglese, che l'avrebbe dovuto portare a Gibilterra, il piano non ebbe seguito per la sua improvvisa morte per apoplessia, avvenuta il 14 luglio 1816 all'età di 66 anni.
Come molti altri eroi della guerra d'indipendenza americana,  (George Washington, Benito Juárez, José de San Martín, Bernardo O'Higgins e Simón Bolívar),  Miranda fu un Massone. A Londra fu tra i fondatori della Loggia "The Great American Reunion".